# Iridopagurus
Iridopagurus is een geslacht van kreeftachtigen uit de klasse van de Malacostraca (hogere kreeftachtigen).

## Soorten
- Iridopagurus caribbensis (A. Milne-Edwards & Bouvier, 1893)
- Iridopagurus dispar (Stimpson, 1859)
- Iridopagurus globulus de Saint Laurent-Dechancé, 1966
- Iridopagurus haigae García-Gómez, 1983
- Iridopagurus iris (A. Milne-Edwards, 1880)
- Iridopagurus margaritensis García-Gómez, 1983
- Iridopagurus occidentalis (Faxon, 1893)
- Iridopagurus reticulatus García-Gómez, 1983
- Iridopagurus violaceus de Saint Laurent-Dechancé, 1966